# Bhuli
Bhuli (nep. बउलपी) – gaun wikas samiti w zachodniej części Nepalu w strefie Seti w dystrykcie Achham. Według nepalskiego spisu powszechnego z 2011 roku liczył on 526 gospodarstw domowych i 2779 mieszkańców (1528 kobiet i 1251 mężczyzn).